# Magyar Szakszervezetek Országos Szövetsége
A Magyar Szakszervezetek Országos Szövetsége (MSZOSZ) egyike volt a rendszerváltás utáni hat magyar szakszervezeti konföderációnak (szövetségnek), elsősorban a privát szférában működő szakszervezeteket tömörített, de a szakmunkás tanulókat, a munkanélkülieket és a nyugdíjasokat is képviselt. Saját meghatározása szerint baloldali szakszervezet.
A kétezres évek elején, saját adatai szerint, 205 ezer tagot számlált. 2015. február 27-én az Autonóm Szakszervezetek Szövetségével egyesült, jogutódja a Magyar Szakszervezeti Szövetség (MSZSZ, vagy MaSZSZ)  

## Története
A szövetség 1990. március 4-én alakult, amikor a kommunista rendszerbe betagozódott, formális szerepűvé vált szakszervezeti mozgalom megújult. Az MSZOSZ a versenyszféra legnagyobb szakszervezeti tömörülése.

## Felépítése
Szakszervezetei hagyományosan a munkahelyeken szerveződtek, de területi alapszervezeteket is létrehozott és vannak rétegszervezetei is (Női Választmány, Nyugdíjas Szövetség, Szakszervezeti Ifjúsági Szövetség).
Az MSZOSZ legfőbb döntéshozó szerve a négyévente ülésező kongresszus volt. (2010 novemberében az MSZOSZ VII. kongresszusát tartották meg.) Két kongresszus közt a legfőbb döntéshozó szerv a Szövetségi Tanács.
Elnöke 2016 szeptemberében bekövetkezett haláláig Pataky Péter (korábbi alelnök és megbízott elnök) volt, akit a 2006. novemberi kongresszus választott meg, majd a 2010. novemberi kongresszus megerősített tisztségében. 

### Tagszervezetek
- Bányászszakszervezet
- Élelmezésipari Dolgozók Szakszervezeteinek Szövetsége
- Honvédségi Dolgozók Szakszervezete
- Kereskedelmi Alkalmazottak Szakszervezete
- Magyar Közoktatási és Szakképzési Szakszervezet
- Magyar Vegyipari, Energiaipari és Rokonszakmákban Dolgozók Szakszervezeti Szövetsége
- MOL Bányász Szakszervezet
- Postás Szakszervezet
- Vasas Szakszervezeti Szövetség
- Vasutasok Szakszervezete

## Politikai kapcsolatai
Az MSZOSZ hagyományosan közel áll a Magyar Szocialista Párthoz (MSZP). (A szervezet elleni egyik leggyakoribb kritika, hogy vezetőiből többen lettek szocialista politikusok, illetve foglaltak el vezető hivatalokat, ami a kritikusok szerint gyengíti – mások szerint erősíti – a szövetség érdekérvényesítő képességét.) 1994 és 1998 közt 14 MSZOSZ-vezető ült az MSZP parlamenti padsoraiban. 2002 óta nincs ilyen politikai képviselete.
A 2006-os országgyűlési választások előtt az MSZOSZ együttműködési megállapodást kötött Gyurcsány Ferenc szocialista kormányfővel, miután azonban kiderült, hogy az újabb Gyurcsány-kormány választási ígéreteinek ellentmondóan az életszínvonalat jelentős mértékben csökkentő intézkedéseket hoz, nyilatkozataikban az MSZOSZ vezetői igyekeztek távolságot tartani az MSZP-től.
2007 végén az MSZOSZ a többi szakszervezeti konföderációval együtt foglalt állást az ellen a kormányzati terv ellen, amely 22 regionális egészségbiztosítót hozna létre és ezeket részben privát cégek kezébe adnák. A Liga és a Munkástanácsok ez ellen szervezett sztrájk akciókhoz azonban a másik három konföderációhoz hasonlóan nem csatlakozott. Igaz, a novemberi sztrájk során az MSZOSZ-hez tartozó Vasutasok Szakszervezete tagjai sem dolgoztak, a vasúti szárnyvonalak tervezett bezárása elleni tiltakozásként, amit ugyancsak ellenez valamennyi szakszervezeti konföderáció. „A koalíció politikájában mi a liberális, olykor egyenesen neoliberális vonulatot kifogásoljuk. A társadalombiztosítás ügyében is erről van szó” - mondta Pataky Péter.

## Nemzetközi kapcsolatai
Az MSZOSZ tagja a Nemzetközi Szakszervezeti Szövetségnek (ITUC), az Európai Szakszervezeti Szövetségnek (ESZSZ), az OECD szakszervezeti tanácsadó bizottságának, a TUAC-nak, valamint a Nemzetközi Munkásoktatási Szövetségnek (IFWEA).

## Külső hivatkozások
- Honlapja